# Standfussiana distinguenda
Standfussiana distinguenda là một loài bướm đêm trong họ Noctuidae.